# Ediciones Salamandra
Ediciones Salamandra, també anomenada simplement Salamandra, és una editorial fundada el 1989 a Barcelona. Neix com a filial espanyola de l'editorial argentina Emecé Editores (la qual va ser fundada per exiliats gallecs a Buenos Aires el 1939) amb el nom d'Emecé Editores España. El setembre del 2000, amb motiu de la venda d'Emecé Editores al Grupo Planeta, els directors Pedro del Carril i Sigrid Kraus adquireixen la totalitat d'Emecé España, que a partir d'aquell moment passa a anomenar-se Ediciones Salamandra. Entre els èxits més destacats de l'editorial es troben la sèrie de Harry Potter i El noi del pijama de ratlles (edicions en castellà). El 2011, l'editorial va compartir, amb Libros del Zorro Rojo, el "Premio Nacional a la Mejor Labor Editorial", concedit pel Ministeri de Cultura espanyol.

## Història

### Orígens
La història d'Ediciones Salamandra comença l'any 1989 a Barcelona amb l'obertura d'Emecé Editores España, filial de la prestigiosa editorial argentina Emecé Editores. Fundada per exiliats gallecs a Buenos Aires el 1939 i dirigida durant cinquanta anys per Bonifacio del Carril —advocat, analista polític i membre de les “Academias de Historia y Bellas Artes de Argentina”. L'editorial espanyola es proposava publicar els millors autors del fons editorial de la casa mare i, al mateix temps, desenvolupar una línia de narrativa d'acord amb els gustos del mercat espanyol.
A partir de 1992, sota la direcció de l'argentí Pedro del Carril i l'alemanya Sigrid Kraus, l'editorial experimenta un fort creixement, tant en xifres de ventes com en estructura, fins a aconseguir establir-se sòlidament en el panorama de l'edició a Espanya. Durant els primers vuit anys, títols com Diana, su verdadera historia, Los puentes de Madison County, Zona Caliente, La nada cotidiana, El viaje de la reina, Moras y cristianas i Las hijas de Hanna, formen part d'una successió d'èxits comercials.
Finalment, el setembre de 2000, amb motiu de la venda d'Emecé Editores al Grupo Planeta, del Carril y Kraus adquireixen la totalitat d'Emecé España, que a partir d'aquell moment passa a anomenar-se Ediciones Salamandra. Aquest fet dona un nou impuls comercial a l'editorial.

### Consolidació
L'empresa va publicar la saga Harry Potter, de J.K. Rowling, la sèrie de llibres més venuda a la història de l'edició. Emecé va ser la primera en publicar "Harry Potter", relleu que va prendre Salamandra pròpiament dita, amb milions d'exemplars venuts en castellà a escala mundial.
Salamandra ha creat també en aquests anys una línia de narrativa juvenil amb autors com Eva Ibbotson, Peter Dickinson, Neil Gaiman, Bjarne Reuter, Marianne Curley i Dietlof Reiche, tots ells acompanyats per clàssics com Antoine de Saint-Exupéry, amb El Petit Príncep, i la sèrie Ana, la de Tejas Verdes de L.M. Montgomery.
D'altres títols reeixits van ser El noi del pijama de ratlles, de John Boyne, que, amb els seus quasi dos milions d'exemplars, fou un dels llibres més venuts a Espanya durant mesos, les autores chick-lit Sophie Kinsella (Loca por las compras) i Josie Lloyd (Finalmente juntos), així com dos altres autors, Lisa See (El abanico de seda) i Nicholas Sparks (El cuaderno de Noah), amb més de 100.000 llibres venuts cadascun.

## Segells
- Salamandra: Segell principal de l'editorial
- Salamandra Black: Segell de novel·la negra. Selecció de gènere policíac.
- Salamandra Català: Publicacions en català dels títols més reeixits en castellà.
- Salamandra Graphic: còmics i obra gràfica.
- Salamandra Fun&Food
- Salamandra Blue

## Premis

### Rebuts
- Premio Nacional a la Mejor Labor Editorial, concedit pel Ministeri de Cultura espanyol.[2][3]

### Entregats
- Premio Internacional de Novela Gráfica, concedit per Fnac i Salamandra Graphic.[5]